# Ибема
Ибема (порт. Ibema) — муниципалитет в Бразилии, входит в штат Парана. Составная часть мезорегиона Запад штата Парана. Входит в экономико-статистический микрорегион Каскавел. Население составляет 5699 человек на 2006 год. Занимает площадь 145,442 км². Плотность населения — 39,2 чел./км².

## История
Город основан 16 ноября 1990 года.

## Статистика
- Валовой внутренний продукт на 2003 год составляет 53 964 310,00 реалов (данные: Бразильский институт географии и статистики).
- Валовой внутренний продукт на душу населения на 2003 год составляет 9339,62 реалов (данные: Бразильский институт географии и статистики).
- Индекс развития человеческого потенциала на 2000 год составляет 0,721 (данные: Программа развития ООН).